# سیارک ۱۱۶۷۹
سیارک ۱۱۶۷۹ (به انگلیسی: 11679 Brucebaker، نامگذاری:1998DE11) یازده هزار و ششصد و هفتاد و نهمین سیارک کشف شده‌است که در ۲۵ فوریه ۱۹۹۸ کشف شد.
قدر مطلق سیارک برابر ۱۲٫۳ است.